# 3-metiloctano
El 3-metiloctano es un alcano de cadena ramificada con fórmula molecular C9H20.
Se llega a confundir con el nombre de 6-metiloctano, pero este es incorrecto porque los sustituyentes deben tener el numeral menor posible. Por ellos el nombre correcto es 3-metiloctano.